# Hermandad del Señor de los Señores (Andújar)
La Hermandad del Señor de los Señores es una hermandad y cofradía de culto católico de la ciudad española de Andújar (Jaén). Su nombre completo es Cofradía de Nuestro Padre Jesús Nazareno Señor de los Señores. Tiene su residencia canónica en la iglesia parroquial de San Miguel Arcángel. Fue fundada sobre 1596-1597.

## Historia
Aunque suele señalarse 1576 como su año de fundación, lo cierto es que el primer testimonio documental que tenemos de esta Hermandad es de 1605 y ahí se alude a que comenzó su andadura en los últimos años del siglo XVI: sobre 1596-1597. En ese documento es denominada como “Cofadría de Sancta Elena de los naçarenos”.

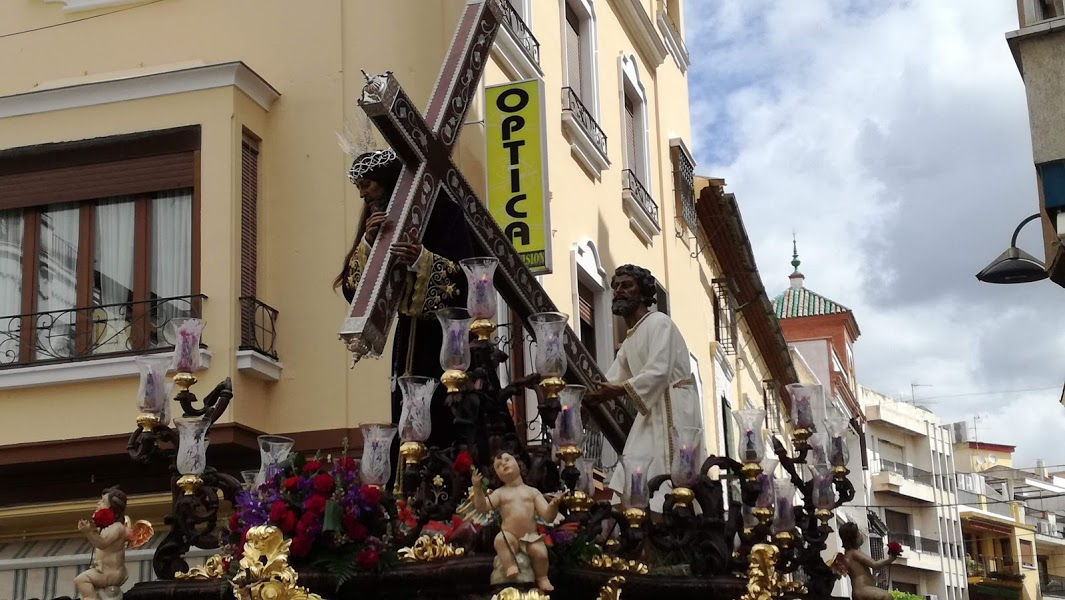
Nuestro Padre Jesús Nazareno Señor de los Señores

Su fundación se produce en la desaparecida iglesia conventual de San Eufrasio, templo erigido para albergar la reliquia del patrón de la ciudad, regentada desde el principio (1574) por los padres trinitarios calzados. En el citado año de 1605 la comunidad de frailes dona a la Hermandad un espacio en el templo para que sean allí colocados sus Titulares, a cambio de que la corporación se encargue de terminar dicha obra. En una descripción de 1684. podemos comprobar la suntuosidad que tuvo este espacio dentro de la iglesia, donde se dio culto a las imágenes de Jesús Nazareno, la Virgen de la Soledad, S. Juan Evangelista, el Santo Sepulcro y la mujer Verónica. Esas imágenes constituirían escuadras con cierta independencia dentro de la Hermandad del Nazareno, tal y como era habitual en la época en la ciudad. De una concordia de 1618 con la Hermandad de la Soledad del convento de la Victoria sabemos que existían dos escuadras más: San Juan de Mata y Jesús Rescatado; no se cita el Santo Sepulcro. En 1757 la Hermandad amplia su capilla para construir un camarín a Jesús Nazareno.
La gran devoción popular que tuvo la imagen de este Nazareno queda patente cuando las túnicas de sus hermanos fueron utilizadas por los trabajadores del hospital que atendían a los enfermos de peste en 1680, al considerarlas como preservadoras del contagio.
Cuando Andújar fue ocupada por las tropas napoleónicas, la Hermandad defendió ante los invasores su derecho de procesionar a Jesús Nazareno aludiendo a la propiedad que ejercían sobre la imagen. Al ser exclaustrado el convento de la Trinidad, pasó la Hermandad a la iglesia parroquial de San Miguel en una fecha posterior a 1837, aunque dejó de salir en procesión hasta que la Hermandad se reorganiza a principios del siglo XX. No obstante, vuelve a desaparecer en 1929, a pesar de los esfuerzos que durante esa época se hacen para que no suceda.
Durante la guerra civil de 1936-1939, sus imágenes fueron destruidas  y hubo que esperar a 1949 para que se reconstituyera bajo el auspicio de D. Rafael Pérez de Vargas, conde de La Quintería, que donó la actual imagen de Jesús Nazareno y el Cirineo. Dejó de procesionar en la década de los años sesenta del siglo pasado y en el 2000 volvió a resurgir, siendo renovados y aprobados sus estatutos en el año 2006.
La antigua Hermandad tuvo mucho celo en obtener indulgencias papales para sus miembros, algo que obtuvo de Paulo V en 1608 y de Inocencio XI en 1678;  esta última bula conservada en el archivo de la catedral de Jaén.
Desde siempre se le ha intitulado al Nazareno como el “Señor de los Señores” porque muchos de sus miembros pertenecían a la nobleza local, aunque también acogió a miembros de otras clases sociales.
Entre las muchas referencias culturales al antiguo Nazareno de la Trinidad, cabe destacar la alusión al "Señor de los Señores" en el tema que lleva por título "Ay, Andújar", de la cantante María Vidal, recogido en su disco Coplas de amor de 1982.
Celebra triduo a su Titular en Cuaresma. Durante un tiempo montó altar al paso de Jesús Sacramentado en la festividad del Corpus Christi. Quizás el elemento más característico de su cortejo es la bocina de grandes dimensiones que anuncia la llegada de la imagen. En su momento, la asociación cultural ligada a la Hermandad organizó varios actos, entre los que cabe destacar un certamen de bandas.

## Pasos
Paso de Nuestro Padre Jesús Nazareno. Las imágenes del Nazareno y del Cirineo son obra del valenciano Enrique Pariente Sanchís (1949). Procesiona sobre paso del tallista  José Miguel Tirao Carpio con cartelas de Jorge Domínguez Conde y baquetón de Domingo Luque. Portan el paso 35 hermanas costaleras, de un total de 60 que conforman la cuadrilla. Como acompañamiento lleva una agrupación musical.

## Sede canónica
Iglesia parroquial de San Miguel Arcángel, en una capilla de la nave del Evangelio, cerrada por verja artística elaborada por el rejero Juan Navarrete.

## Traje de estatutos
Los nazarenos visten túnica morada, muceta morada con caperuz largo terminado en una borla morada y sobre la muceta el escudo de la Cofradía. La túnica lleva cordón amarillo trenzado ribeteando la muceta y los puños. En la cintura la túnica es ceñida por un cíngulo amarillo que a su vez engarza con el cuello y terminado con borlas amarillas en cada uno de sus extremos. Zapatillas de esparto negras, calcetines y guantes negros.